# 단수휘
단수휘(段壽輝, 생몰년 미상)은 1080년부터 양위한 1081년까지 대리국의 제13대 황제이다. 제12대 황제 단렴의의 조카이다.